# Nadzwyczajni. Pantofel panny Hofmokl
Nadzwyczajni. Pantofel panny Hofmokl – polski komiks autorstwa Krzysztofa Ostrowskiego (rysunki) i Dennisa Wojdy (scenariusz).
Pierwsze wydanie polskie: Mandragora maj 2003, ISBN 83-89036-37-1.